# Zr.Ms. Schorpioen (1868)
De Zr. Ms. Schorpioen is een Nederlands pantserschip dat in 1868 in Toulon werd gebouwd. De Schorpioen vormde samen met het in Schotland gebouwde zusterschip Buffel de kern van de vernieuwde Koninklijke Marine, nog tot 1905 de Koninklijke Nederlandse Zeemacht.
Ze vervingen de verouderde houten schepen die van zowel stoomvoortstuwing als van zeilen gebruikmaakten en gladloopskanonnen voerden. De nieuwe schepen waren uitgerust met zware kanonnen met een getrokken loop en een kaliber van 23 cm met zware bepantsering rondom. De romp had een gordelpantser van 15 cm en de geschuttoren, met twee kanonnen, had een bepantsering van bijna 30 cm.
Bij de bouw was het schip uitgerust met twee driepootsmasten en kon het zo'n 600 m² zeil voeren. Omdat het schip moeilijk te zeilen bleek, werden de masten en de tuigage een aantal jaren later verwijderd. De grote stoommachines zorgden voor een snelheid van zo'n 13 knopen. Het meest in het oog springende wapen was de ramsteven, iets anders dan die van de Buffel, maar dit overschatte wapen werd nooit gebruikt.
De staat van dienst is net als die van de Buffel niet erg indrukwekkend. In 1886 werd de Schorpioen in de achtersteven geraakt door een raderstoomsleper in de haven van Den Helder en zonk in twee uur tijd. Hierna werd het schip gelicht en gerepareerd. In 1908 werd het schip uit dienst genomen en omgebouwd tot een logementsschip. Het bood onderdak aan de torpedodienst, de matrozenopleiding en de onderzeebootdienst.

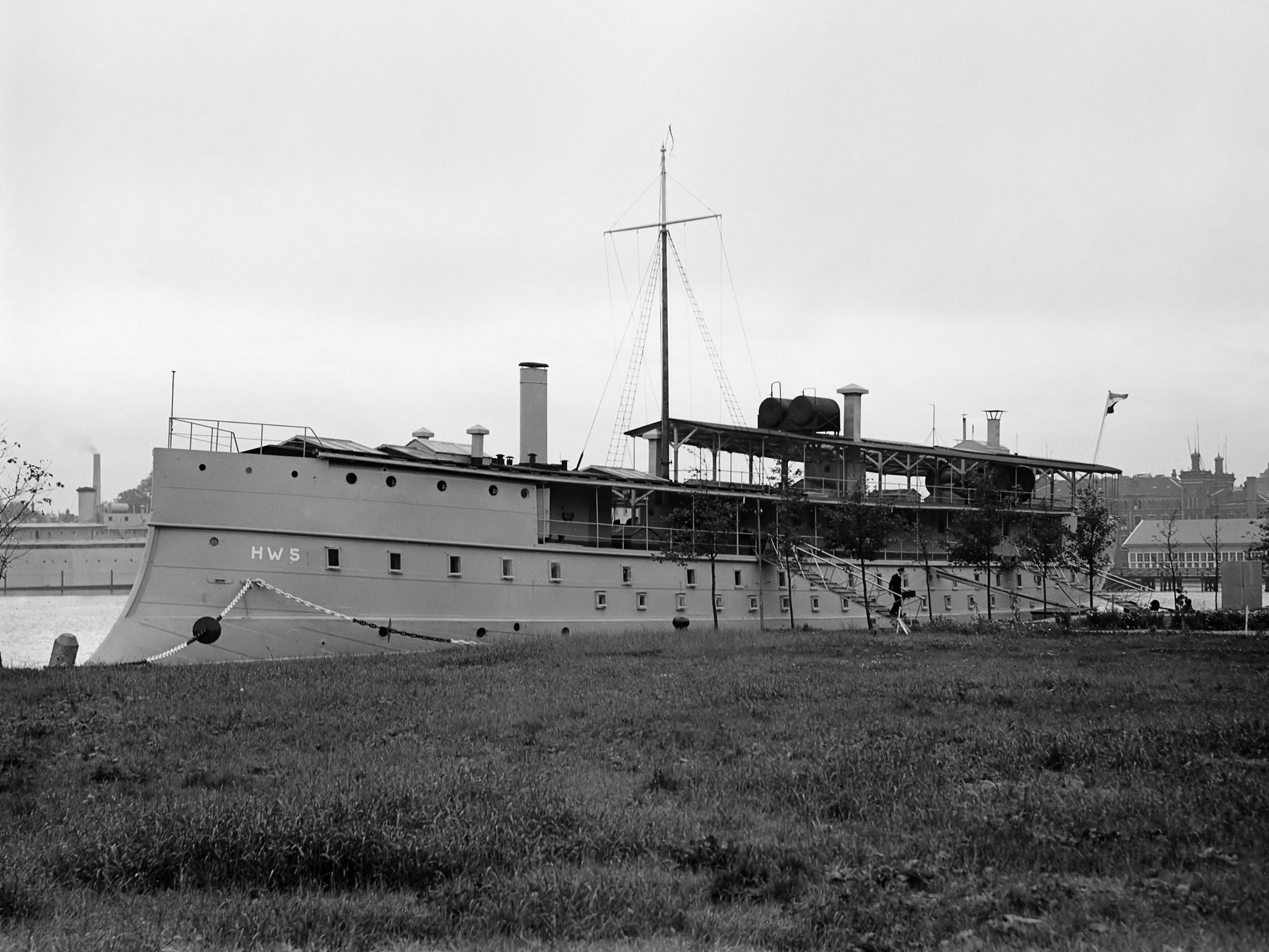
De Schorpioen in Amsterdam; 1948.

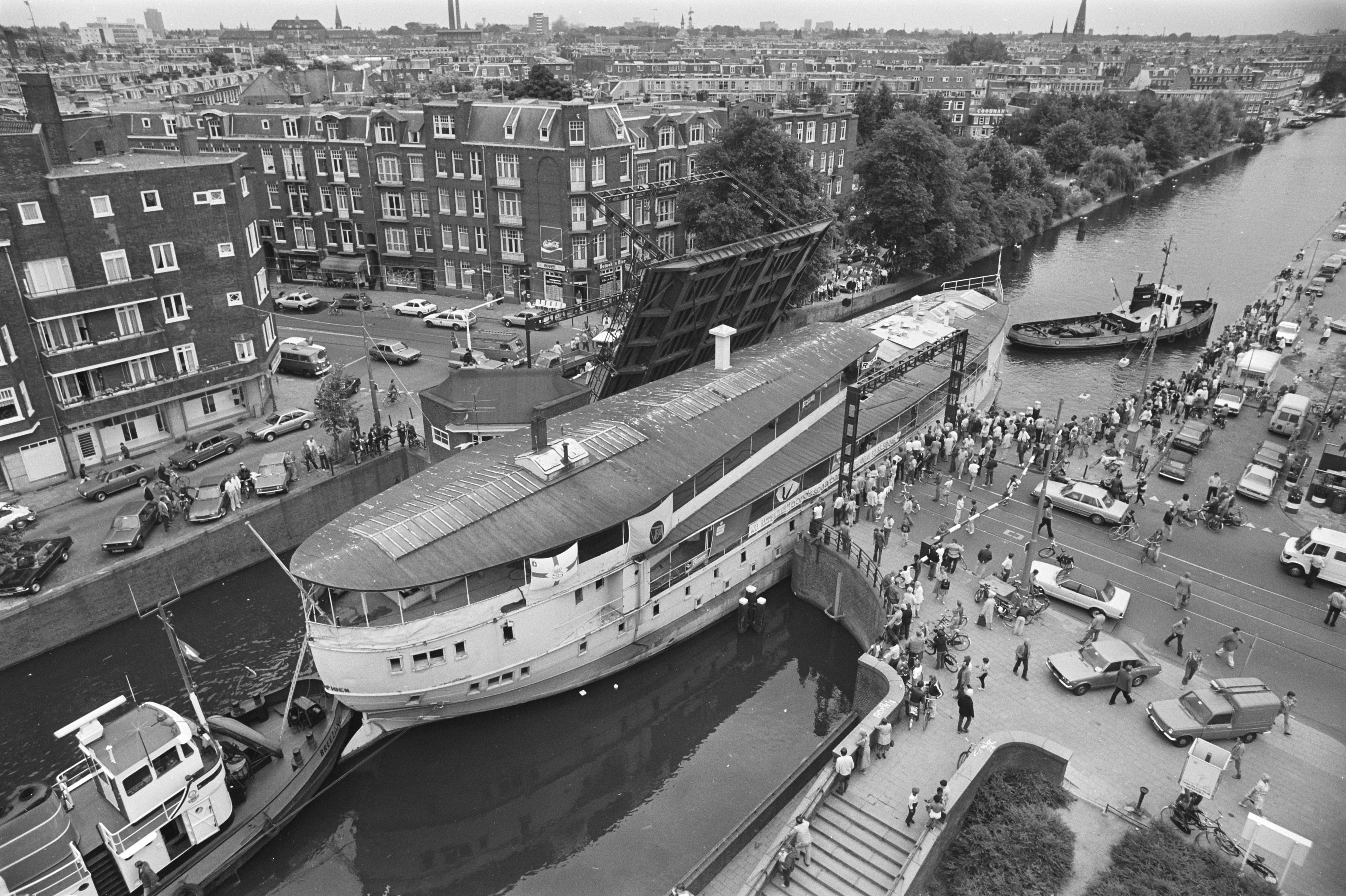
Ramschip "De Schorpioen" zit vast in de Wiegbrug (Amsterdam); 23 juli 1982.

Aan het begin van de Tweede Wereldoorlog viel het schip in Duitse handen en werd het naar Duitsland gesleept om daar als logementschip te dienen. Na de oorlog, in 1947, werd de Schorpioen in Hamburg gevonden en naar Den Helder teruggesleept, waarna het weer als logementschip werd gebruikt, eerst in Amsterdam en later, van 1951 tot 1971, voor de MARVA in Den Helder. Leerlingen van de zeevaartschool in Den Helder, Internaat Prinses Margriet, hebben er ook nog gebruik van gemaakt.
Korte tijd woonden er krakers aan boord, maar in 1982 werd het ramschip aangekocht door de Stichting Ramschip Schorpioen om het in Middelburg voor publiek aan de kade te leggen. Bij de overbrenging kwam het schip in Amsterdam enige uren klem te zitten in de voor de doorvaart geopende Wiegbrug. Na een lange restauratie kon het op 3 juli 1989 de deuren openen. In december 1998 kocht de Koninklijke Marine het schip terug van de stichting. Hierna werd het ramschip naar het Marinemuseum in Den Helder gebracht. In mei 2000, na een restauratie van achttien maanden, werd het als museumschip opengesteld voor het publiek.